# Josep Puig i Ponsa
 Josep Puig i Ponsa, més conegut amb el nom de ploma de Pep Puig (Terrassa, 4 d'abril del 1969), és un escriptor català.
Llicenciat en Educació Física, treballa com instructor de gimnàstiques posturals. Viu a la Nou de Gaià (Baix Gaià), al camp de Tarragona. La seva primera novel·la, L'home que torna, va obtenir el Premi Jove Talent Fnac i va ser molt ben acollida per la crítica i els lectors. El 2015 va guanyar el premi Sant Jordi de novel·la amb La vida sense la Sara Amat.

## Obra
- 2005 — L'home que torna (Empúries)[2]
- 2007 — Les llàgrimes de la senyoreta Marta (Empúries)
- 2015 — L'amor de la meva vida de moment[3] (L'Altra Editorial)
- 2016 — La vida sense la Sara Amat (Proa)[4]
- 2018 — Els metecs (Empúries)
- 2020 — Caminant junts per la lluna (L'Altra Tribu)
- 2021 — El mar de cap per avall (L'Altra Editorial)
- 2023 — Si una tarda de juliol un borinot (L'Altra Editorial)
- 2023 — Cucut (La Galera)

## Premis i reconeixements
- 2015 — Premi Sant Jordi de novel·la per a La vida sense Sara Amat
- 2017 — Premi de Narrativa Maria Àngels Anglada per La vida sense la Sara Amat[5]